# Гормезис
Гормезис (иногда гермезис) (от греч. hórmēsis быстрое движение, стремление) — стимулирующее действие умеренных доз стрессоров; стимуляция какой-либо системы организма внешними воздействиями, имеющими силу, недостаточную для проявления вредных факторов. Термин введен С. Зонтманом и Д. Эрлихом в 1943 г.

## Радиационный гормезис
Термин радиационный гормезис был предложен в 1980 году Т. Д. Лакки и означает благоприятное воздействие малых доз облучения.
Механизм радиационного гормезиса на уровне клетки теплокровных животных состоит в инициировании синтеза белка, активации гена, репарации ДНК в ответ на стресс — воздействие малой дозы облучения (близкой к величине естественного радиоактивного фона Земли). Эта реакция в конечном итоге вызывает активацию мембранных рецепторов, пролиферацию спленоцитов и стимуляции иммунной системы. (1994 г. — доклад Международного комитета ООН по действию атомной радиации).
На данный момент теория радиационного гормезиса у людей не имеет достаточно значимых эмпирических подтверждений. На практике обычно используется линейно-квадратическая модель, которая основана на предположении, что любая, даже самая малая, доза облучения вредна.